# WTCC i Macau 2008

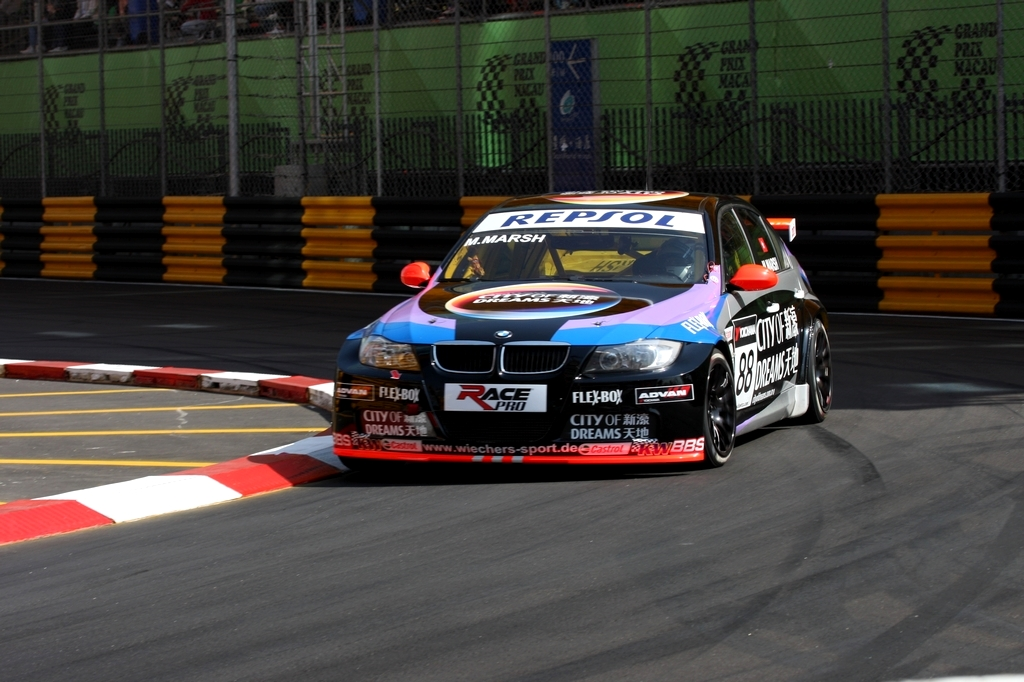
Matthew Marsh tog den sista poängen i race 2.

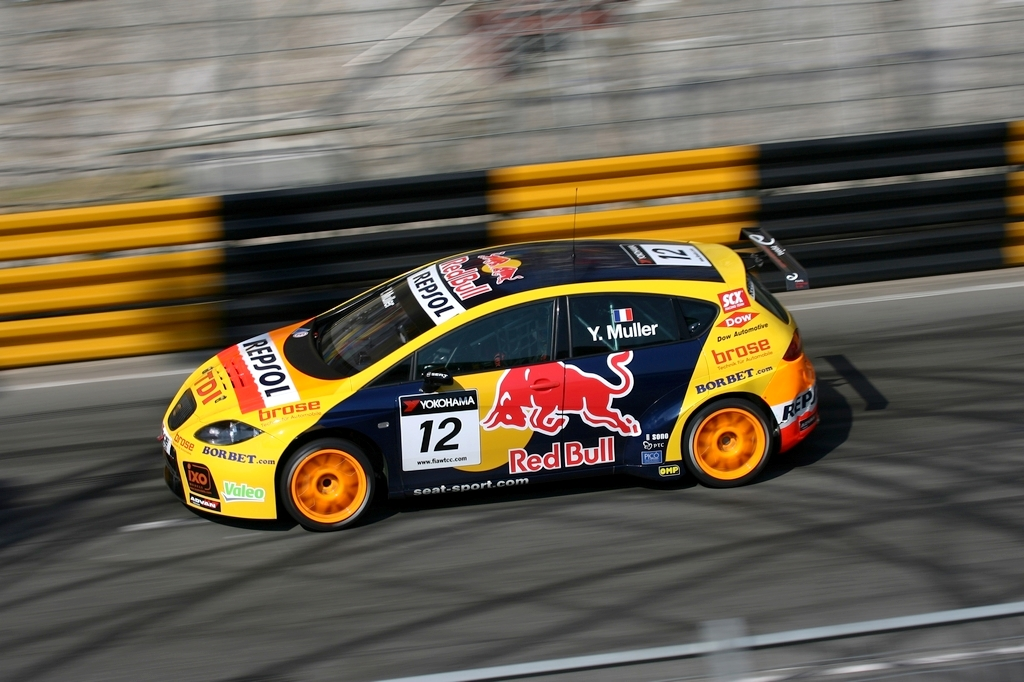
Yvan Muller säkrade mästerskapstiteln.

FIA WTCC Guia Race of Macau 2008 var den sista deltävlingen av FIA:s standardvagnsmästerskap World Touring Car Championship säsongen 2008. Tävlingen kördes på Guia Circuit.

## Race 1
| Plats | Förare                | Bil                 |
| ----- | --------------------- | ------------------- |
| 1     | Alain Menu            | Chevrolet Lacetti   |
| 2     | Andy Priaulx          | BMW 320si           |
| 3     | Yvan Muller           | SEAT León TDI       |
| 4     | Augusto Farfus Jr.    | BMW 320si           |
| 5     | Robert Huff           | Chevrolet Lacetti   |
| 6     | Jordi Gené            | SEAT León TDI       |
| 7     | Gabriele Tarquini     | SEAT León TDI       |
| 8     | James Thompson        | Honda Accord Euro R |
| 9     | Nicola Larini         | Chevrolet Lacetti   |
| 10    | Jörg Müller           | BMW 320si           |
| 11    | Tiago Monteiro        | SEAT León TDI       |
| 12    | Sergio Hernández (IT) | BMW 320si           |
| 13    | André Couto           | Honda Accord Euro R |
| 14    | Félix Porteiro        | BMW 320si           |
| 15    | Franz Engstler (IT)   | BMW 320si           |
| 16    | Manabu Orido          | Chevrolet Lacetti   |
| 17    | Matthew March (IT)    | BMW 320si           |
| 18    | Ibrahim Okyay (IT)    | BMW 320si           |
| 19    | George Tanev (IT)     | BMW 320si           |
| 20    | Andrei Romanov (IT)   | BMW 320si           |
| 21    | Jaap van Lagen (IT)   | Lada 110            |
| 22    | Tom Coronel           | SEAT León           |
| 23    | Alex Zanardi          | BMW 320si           |

### Förare som bröt loppet
| Förare              | Bil           |
| ------------------- | ------------- |
| Takayuki Aoki (IT)  | BMW 320si     |
| Rickard Rydell      | SEAT León TDI |
| Melvin Choo (IT)    | BMW 320si     |
| Kirill Ladygin (IT) | Lada 110      |
| Masaki Kano (IT)    | BMW 320si     |

- IT = Independents' Trophy = Privatförare.

## Race 2
| Plats | Förare              | Bil                 |
| ----- | ------------------- | ------------------- |
| 1     | Robert Huff         | Chevrolet Lacetti   |
| 2     | Yvan Muller         | SEAT León TDI       |
| 3     | Andy Priaulx        | BMW 320si           |
| 4     | Rickard Rydell      | SEAT León TDI       |
| 5     | Augusto Farfus Jr.  | BMW 320si           |
| 6     | Franz Engstler (IT) | BMW 320si           |
| 7     | Manabu Orido        | Chevrolet Lacetti   |
| 8     | Matthew Marsh (IT)  | BMW 320si           |
| 9     | Andrei Romanov (IT) | BMW 320si           |
| 10    | Ibrahim Okyay (IT)  | BMW 320si           |
| 11    | Augusto Farfus Jr.  | BMW 320si           |
| 12    | Gabriele Tarquini   | SEAT León TDI       |
| 13    | Alain Menu          | Chevrolet Lacetti   |
| 14    | James Thompson      | Honda Accord Euro R |
| 15    | Takayuki Aoki (IT)  | BMW 320si           |

### Förare som bröt loppet
| Förare                | Bil                 |
| --------------------- | ------------------- |
| Sergio Hernández (IT) | BMW 320si           |
| Jordi Gené            | SEAT León TDI       |
| George Tanev (IT)     | BMW 320si           |
| Tom Coronel           | SEAT León           |
| Melvin Choo (IT)      | BMW 320si           |
| Nicola Larini         | Chevrolet Lacetti   |
| André Couto           | Honda Accord Euro R |
| Jörg Müller           | BMW 320si           |
| Tiago Monteiro        | SEAT León TDI       |
| Jaap van Lagen        | Lada 110            |
| Kirill Ladygin        | Lada 110            |

- IT = Independents' Trophy = Privatförare.